# Andrej Kalan
Andrej Kalan, slovenski rimskokatoliški duhovnik, prevajalec in politik, * 2. december 1858, Pevno pri Stari Loki, † 3. junij 1933, Ljubljana.

## Življenjepis
Študiral je teologijo v Ljubljani in bil 1882 posvečen v duhovnika. Služboval je v več krajih na Gorenjskem in v Trnovem. Med letoma 1890 in 1896 je opravljal službo stolnega vikarja v Ljubljani, nato pa istega leta postal še stolni kanonik. 
Škof Anton Bonaventura Jeglič ga je leta 1907 predlagal za stolnega dekana, toda dunajska vlada je zaradi njegove radikalne usmeritve predlog zavrnila. Šele leta 1919 je bil imenovan za stolnega prošta, nato pa še za generalnega vikarja. 
Leta 1888 je na njegovo pobudo začel izhajati Domoljub, ki ga je urejal 11 let, časopis Slovenec pa je urejal med 1890 in 1899. Bil je v vodilnih vrstah katoliškega političnega gibanja na Slovenskem. Objavil je več razprav o smislu krščanske umetnosti, o socialnih vprašanjih in nekaj biografij pomembnih sodobnikov. V reviji Dom in svet je bilo objavljenih več njegovih pesmi (Pesnikov pokop, Roj, Mladeniču na pot v življenje, Domovini) in člankov (Viktor Hugo; kulturno-literarna drobitna, Ali je umetnost sama sebi namen?). Skupaj z Janezom Evangelistom Krekom sta po 1. katoliškem shodu leta 1892 organizirala katoliško politično gibanje. Od leta 1903 je bil 25 let predsednik Katoliškega tiskovnega društva. Leta 1895 je bil izvoljen v kranjski deželni zbor, nato pa leta 1900 postal ravnatelj Marijanišča. Poleti 1917 je podprl Krekove strankarje v SLS proti Ivanu Šusteršiču. S to odločitvijo je vplival na škofa Jegliča, da je ta septembra 1917 podprl majniško deklaracijo, kar je povzročilo organizirano deklaracijsko gibanje. Leta 1918 je bil imenovan za poverjenika za poljedelstvo v Narodni vladi Slovencev, Hrvatov in Srbov. 
Z veliko vnemo se je posvečal čebelarstvu in bil leta 1919 izvoljen za predsednika Čebelarskega društva.

## Izbrana bibliografija

### Izvirna dela
- Marijina visoka pesem ali Magnificat; šmarnice. Ljubljana: Katoliška tiskarna, 1891. (COBISS)
- Zlatomašnik Sv. oče Leon XIII. Ljubljana: Katoliška tiskarna, 1887. (COBISS)
- Nove draginjske doklade duhovnikov. Ljubljana, 1925. (COBISS)
- Jezičnik v slovenskem slovstvu: ob njegovi petindvajsetletnici. Ljubljana, 1888. (COBISS)

### Prevodi
- Tomaža Kempčana Hodi za Kristusom. Ljubljana, 1888. (COBISS) 1920 (COBISS)
- Povesti slov. ljudstvu v poduk in zabavo. Ljubljana: Katoliška tiskarna, 1891–1899. (COBISS) 1909 (COBISS)
- Razporoka. Ljubljana, 1906. (COBISS)
- Skrivnosti srca. Ljubljana, 1909. (COBISS)
- Boy. Ljubljana, 1917. (COBISS)